# Бача-базі
Бача-базі (Дарі: بچه بازی , буквально означає «Грати з хлопчиками») — вид сексуального рабства та дитячої проституції, що залучає хлопчиків допубертатного віку у виконання еротичних танців у жіночому образі перед клієнтами, які можуть також «купити» виконавця для сексуального задоволення. Основні регіони поширення «бача-базі» — Афганістан і Пакистан. В Афганістані бізнес з продажу бача-базі розквіт після падіння режиму Талібан на початку 2000-х років, багато чоловіків тримають бача-базі як показник достатку та статусу. Ця практика незаконна й офіційно не існує, хоча в реальності широко поширена; багато замовників — військові командири, а поліцейські часто є співучасниками.
Член афганського парламенту Абдулхабір Учкун в інтерв'ю Бі-бі-сі повідомив, що кількість бача-базі останнім часом зростає. Спеціальна представниця Генерального секретаря ООН з питань дитинства та збройних конфліктів випустила у 2009 році звернення, в якому закликала покінчити з практикою насильства над хлопчиками.
Наджібулла Кураіші, афганський журналіст і режисер, за підтримки Королівського товариства сприяння мистецтвам зняв документальний фільм, який вийшов на телебаченні у рамках документального серіалу «Frontline» 20 квітня 2010 року.
Станом на 2020 рік бача-базі продовжує практикуватися.

## Історія
Практика «бача-базі» з'явилася у регіоні давно: у IX або X столітті.
До Першої світової війни вона була більш поширена, особливо на півночі Афганістану, а потім значною мірою скоротилася, принаймні у великих містах; історик танцю Ентоні Шей вважає, що причина, з якої це сталося — несхвалення колоніальної влади: Російської імперії, Британської імперії та Франції, а також постколоніальних еліт, що розділяють європейські цінності.
Кілька західних мандрівників, які бували у Центральній Азії, повідомляли про бача-базі. З 1872 до 1873 року у Туркестані проживав Юджин Скайлер, дипломат і мандрівник. Він зазначав, що хлопчиків вчать танцювати як танцівниць. Він вважав, що танці аж ніяк не розпусні, хоча часто непристойні. До цього моменту вже було деяке невдоволення влади практикою бача-базі. У кінці XIX століття найбільшу популярність хлопчики-танцівники здобули у Бухарі та Самарканді, а у роки Кокандського ханства публічне виконання танців було заборонено. У Ташкенті бача-базі процвітали до епідемії холери у 1872 році: мулли тоді заборонили ці танці як такі, що суперечать Корану та звернулися з проханням до російської влади, яка наклала офіційну заборону на рік. Скайлер повідомляв також про те, що «бача» поважають і вважають найбільшими співаками й артистами.

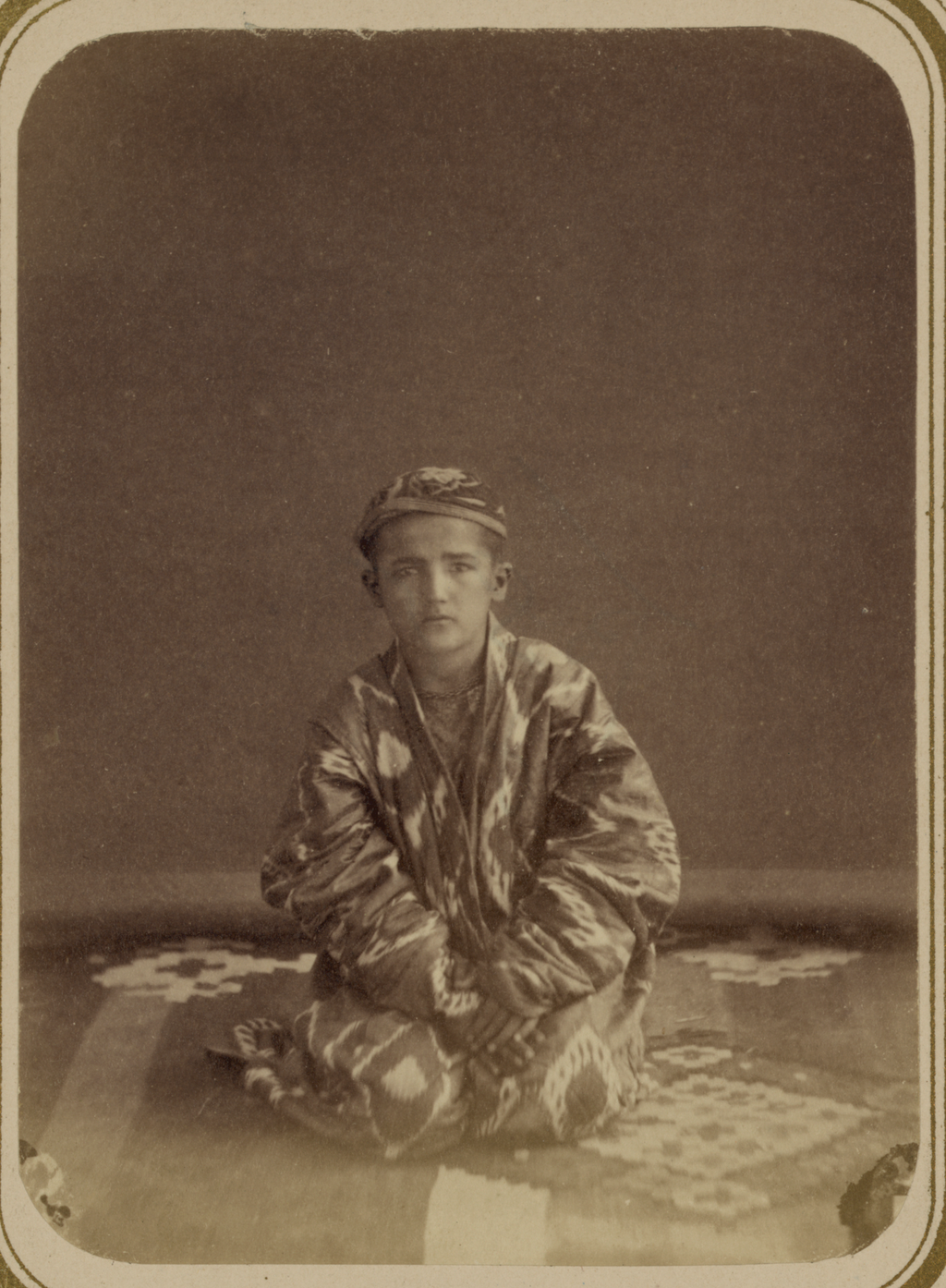
Бача. Фотографія Олександра Л. Куна, 1865—1872

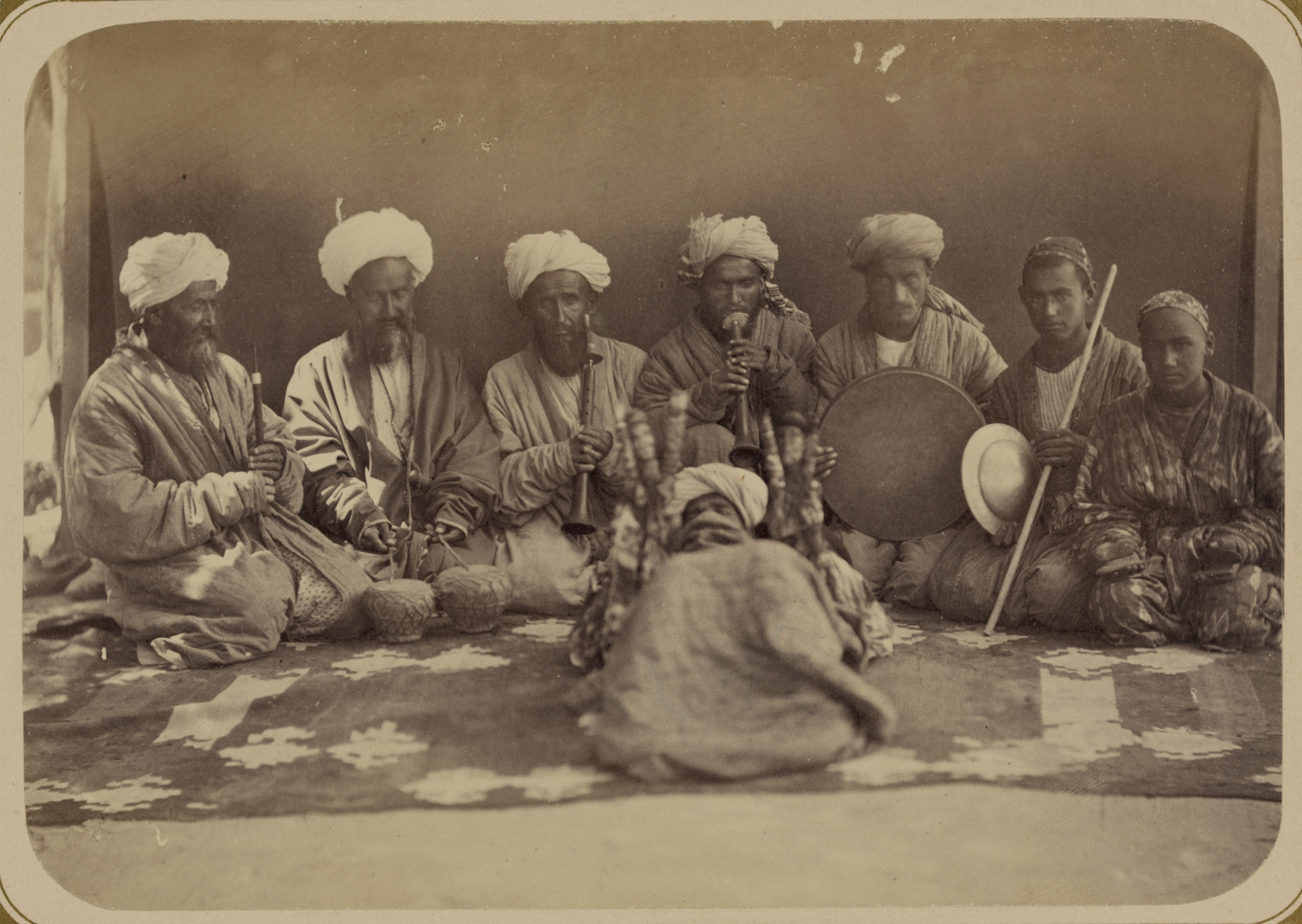
Ансамбль з бачою в південній частині Центральної Азії, 1865—1872 рр. Музиканти грають на нагарі, сорні дойрі

Художник Василь Верещагін описує ці звичаї у своїх записках «З подорожі Середньою Азією»:
Найцікавіша, хоча неофіційна і не всім доступна частина вистави починається тоді, коли офіційна, тобто танець і спів, закінчилася. Тут починається частування бачі, яке триває досить довго — частування дуже дивне для мало знайомого з тубільними звичаями. Входжу я в кімнату під час однієї з таких залаштункових сцен і застаю таку картину: біля стіни велично та гордо сидить маленький бача; високо задерши свій носик і примруживши очі, він дивиться кругом гордовито, з усвідомленням своєї гідності; від нього вздовж стін, по всій кімнаті, сидять, один біля одного, підібравши ноги, на колінах, сарти різних видів, розмірів і віку — молоді та старі, маленькі та високі, тонкі та товсті — всі, вткнувши лікті у коліна та можливо зігнувшись, розчулено дивляться на бачу; вони стежать за кожним його рухом, ловлять його погляди, прислухаються до кожного його слова. Щасливець, якого хлопчисько нагородить своїм поглядом і ба більше словом, відповідає самим шанобливим, підлеслевим чином, скорчивши попередньо з обличчя, та й всієї фігури вид цілковитого нікчеми та зробивши бату (вид вітання, яке складається у смиканні себе за бороду), додаючи постійно, для більшої поваги, слово «таксир» (государ). Кому випаде честь подати що-небудь бачі, чашку чаю або щось інше, той зробить це не інакше як поповзом, на колінах і неодмінно зробивши попередньо бату. Хлопчик приймає все це як щось належне, йому належне, і ніякої подяки висловлювати за це не вважає себе зобов'язаним.
Після того як бача-базі виростав і ставав занадто дорослим для того, щоб танцювати, його патрон часто допомагав йому з роботою.
У 1909 році два «бача-базі» виступали разом з іншими виконавцями на Центральноазіатській сільськогосподарській, промисловій і науковій виставці у Ташкенті. Помітивши інтерес і сміх публіки, кілька місцевих дослідників записали слова пісень, які виконували бача-базі з Маргеланського повіту. Пісні потім були опубліковані «сартською мовою» (узбецькою) разом з перекладом на російську.
Матеріали етнографічних експедицій свідчать, що явища бача-базі існували на території радянської Середньої Азії ще й наприкінці 1920-х — початку 1930-х років.
Дослідження 2011 року, проведене у Пакистані, було направлено на з'ясування загальних рис пакистанської й узбецької практики «бача-базі», описаної у 1970-х роках Інгеборг Балдауф.

### Сучасний стан
Частково явище бача-базі викликано суворістю афганських звичаїв щодо спілкування між статями: чоловікові заборонено говорити з жінкою, яка не є близькою родичкою, до того як він зробить їй пропозицію про весілля. В Афганістані поширене прислів'я «жінки для дітей, хлопчики для задоволення», тому бача-базі можуть жити разом зі своїми «господарями» навіть після одруження останніх.
У період правління Талібану бача-базі були суворо заборонені через гомосексуальний підтекст і виконання забороненої талібами музики, однак після падіння їхнього режиму традиція знову розквітла, і на весіллях на півночі країни бача-базі присутні дуже часто. Для танців обирають привабливих хлопчиків від 11 років, а для виступів їх наряджають у жіночий одяг і підкладають фальшиві груди. Після досягнення 19 років бача-базі зазвичай звільняють, після чого вони можуть вести життя звичайного чоловіка, хоча стигма професії залишається з ними назавжди. Найчастіше танцювати на публіку починають бідні й відкинуті своїми сім'ями хлопчики, наприклад, ті які зазнали насилля, а також продані своїми сім'ями.

## Висвітлення у ЗМІ
Афганський журналіст Наджібулла Кураіші зняв документальний фільм «The Dancing Boys of Afghanistan» («Хлопчики-танцівники Афганістану»), показаний у Великій Британії у березні 2010 року, а у США — у квітні . Журналіст «The Huffington Post» Ніколас Грем назвав фільм одночасно чарівним і лячнчим. Фільм отримав приз Amnesty International UK Media Awards за кращий документальний фільм у 2011 році.
Революційна асоціація жінок Афганістану випустила офіційну заяву, що засуджує бача-базі. Міністерство оборони США найняло соціолога та військову дослідницю Анну-Марію Кардіналлі для дослідження бача-базі, оскільки патрулі часто натрапляли на літніх чоловіків, які йшли за руку з привабливими хлопчиками. Британські солдати виявили, що чоловіки намагалися «приголубити» їх, чого солдати не зрозуміли.
У романі і фільмі «Той, що біжить за вітром» один з героїв змушений стати секс-рабом високопоставленого талібського чиновника, який до того ґвалтував батька хлопчика.
У грудні 2010 року WikiLeaks опублікувала дані, пізніше підтверджені Анною-Марією Кардіналлі, про те, що іноземні підрядники Дайнкорп витрачали гроші на бача-базі. Міністр закордонних справ Афганістану Мохаммад Ханиф Атмар зажадав від американських військових проконтролювати Дайнкорп, однак посольство США заявило, що це «неможливо з юридичних причин».
У 2011 році BBC World Service у програмі «Документальне кіно» звернула увагу на зростання кількості випадків появи бача-базі.
У 2015 році газета «Нью-Йорк таймс» повідомила, що американських солдат, службовців в Афганістані, проінструктовали їхні командири ігнорувати сексуальне насильство над дітьми, що здійснюється афганськими силами безпеки, за винятком тих випадків, «коли зґвалтування використовується як зброя війни». Американських солдат проінстрували стояти осторонь; у деяких випадках, навіть коли їхні афганські союзники знущалися з хлопчиків на військових базах, згідно з інтерв'ю та судовим протоколам. Але американських солдатів дедалі більше турбувало, що, замість того, щоб позбавлятися від педофілів, військові озброювали їх проти талібів і призначали поліцейськими комендантами у селах, майже не перешкоджаючи насильству над дітьми.
Згідно з доповіддю, опублікованою у червні 2017 року, американські військовики повідомили про 5753 випадки «грубих порушень прав людини» афганськими військами, багато з яких були пов'язані з сексуальним насильством. Згідно з «Нью-Йорк таймс», за американським законом після подібних дій військова допомога повинна перестати надаватися, але цього ніколи не відбувалося. Офіцера спецсил США, капітана Дена Квінна, звільнили від командування в Афганістані після сварки з командиром афганського ополчення, який тримав хлопчика у сексуальному рабстві.
У ЗМІ стабільно висвітлюються випадки бача-базі, зокрема протягом 2016 і 2017 років.